# OŠ „Branislav Nušić” Smederevo
Osnovna škola „Branislav Nušić“ u Smederevu se nalazi u ulici Balkanska 31.

## Istorija
Škola je osnovana rešenjem Skupštine opštine Smederevo od 18. maja 1973. godine na području mesne zajednice Leštar. Ona je bila šesta po redu osnovna škola u Smederevu. Dobila je naziv po Branislavu Nušiću, koji je jedno vreme živeo i učio školu u Smederevu. Istim rešenjem Skupštine opštine izvršena je reorganizacija i određeno područje sa kojeg učenici pohađaju nastavu u novoj školi sa tačno naznačenim ulicama. Škola je počela da radi 1. septembra 1974. godine, a u novu školsku zgradu uselila se 16. decembra iste godine. Učenici su dobili na korišćenje modernu zgradu, savremeno opremljenu nastavnim sredstvima i učilima. Ukupna površina školskog prostora u objektu iznosi 3995,90 m2. Prve godine škola je imala 633 učenika koji su bili raspoređeni u 22 odeljenja (10 odeljenja razredne i 12 odeljenja predmetne nastave).
Prvi direktor Škole bio je Aleksandar Obradović, učitelj, a zatim su tu dužnost obavljali Jovica Ivković, nastavnik razredne nastave, Živko Jančić, nastavnik matematike, Mirko Kantar, nastavnik matematike i Petar Ćuković, nastavnik fizičkog vaspitanja. Sada dužnost direktora obavlja Dragan Jovičić, profesor fizičkog vaspitanja.
Odlukom Skupštine opštine Smedereva, počev od školske 1975-76. godine, Školi je pripojena četvororazredna škola iz Petrijeva sa dva kombinovana odeljenja. Iste godine u okviru Škole počinju da rade i tri odeljenja specijalne nastave. Na planu kulturne i javne delatnosti Škola je bila aktivan činilac društvene zajednice i dobila mnogobrojna priznanja, među kojima su Nagrada oslobođenja Smedereva, jedna prva i dve druge nagrade „Škola - kulturni centar životne sredine". Kako se grad razvijao, tako se razvijala i škola „Branislav Nušić". Danas obuhvata područja Mesnih zajednica Leštar, Zlatno brdo i Petrijevo.
Brojno stanje odeljenja i učenika prve godine po osnivanju škole:
- I разред: 3 одељења и 81 ученик
- II разред: 2 одељења и 69 ученика
- III разред: 2 одељења и 66 ученика
- IV разред: 3 одељења и 78 ученика
- V разред: 3 одељења и 98 ученика
- VI разред: 3 одељења и 81 ученик
- VII разред: 3 одељења и 76 ученика
- VIII разред: 3 одељења и 84 ученика

### List „Čuperak"
Školske novine „Čuperak" su zaživele i oplemenile školu. Prvi broj lista "Čuperak" izašao je 1997. godine na inicijativu Kluba prijatelja škole. Prvi urednik bila je Radmila Matejić, profesor spskog jezika, kao i tadašnji direktor škole Petar Ćuković. Redakcija je oplemenjena velikim brojem dece - učenika od petog do osmog razreda koji svojim radom i interesovanjem učestvuju u radu lista. Njihove ideje i predlozi su svima nama pomogle da deca pišu o svojoj školi, životu u njoj i van nje.

### Biblioteka
Biblioteka radi u okviru matične škole „Branislav Nušić“. Ona koristi jednu prostoriju od 54 kvadrata u okviru koje je čitaonica. Posle renoviranja, u maju 2009.godine, u biblioteci su zamenjeni stari ormani novim policama, postoji 4 police za knjige i 3 police za ostalu bibliotekarsku građu (novine, enciklopedije...). Biblioteka ukupno ima 12 753 knjige, od kojih za učenike 8 900, a za nastavnike 1 863. Ostatak su knjige za vannastavni program.

### Produženi boravak
Produženi boravak je oblik organizovanog rada sa učenicima i predstavlja mogućnost da deca, pored redovne nastave, ostaju u školi još jedan deo dana, dok su im roditelji na poslu. Produženi boravak je u školi počeo sa radom 27. 10. 2011. godine za učenike prvog razreda, a tokom decembra meseca su im se pridružili i učenici drugog razreda. Boravak obuhvata vaspitno - obrazovni rad sa jednom grupom učenika. Grupu čini 21 dete - 12 prvaka i 10 drugaka. U produženom boravku se izdvajaju sledeće celine: - samostalan rad - časovi učenja - slobodno vreme - slobodne aktivnosti. Deca imaju obezbeđen ručak i užinu.

## Galerija

### Spomen-bista
- Spomen-bista Branislava Nušića u Smederevu
- Spomen-bista Branislava Nušića u Smederevu
- Spomen-bista Branislava Nušića u Smederevu
- Spomen-bista Branislava Nušića u Smederevu

## Spoljašnje veze
- Zvanični sajt O.Š. „Branislav Nušić“ Smederevo www.nusic.edu.rs (језик: српски)
- O.Š. „Branislav Nušić“ Smederevo – informacije i lokacija Архивирано на веб-сајту  (18. мај 2015) www.planplus.rs (језик: српски)